# Javawafel
Javawafels zijn wafels waarbij men een normale wafel bewerkt met vanillecrême. Er wordt dan tussen twee wafels in crème gevoegd. De wafels worden vaak in cellofaan verpakt. Deze lekkernij wordt voornamelijk in Nederland gegeten.